# Piptocephalis arrhiza
Piptocephalis arrhiza är en svampart som beskrevs av Tiegh. & G. Le Monn. 1872. Piptocephalis arrhiza ingår i släktet Piptocephalis och familjen Piptocephalidaceae.   Inga underarter finns listade i Catalogue of Life.